# 賀一誠
賀 一誠（が・いつせい、ホー・ヤッシン、ポルトガル語: Ho Iat Seng、1957年6月12日 - ）は、マカオの政治家。第5代中華人民共和国マカオ特別行政区行政長官兼マカオ特別行政区国家安全維持委員会主席を務めた。

## 略歴
- 1957年6月12日にポルトガル領マカオに誕生する。澳門培道中学を卒業し、その後は浙江大学机電·経済専業学士課程を修了した。そして中華全国工商業連合会常委、マカオ特別行政区政府経済委員会委員、科学技術曁革新委員会委員、澳門中華総商会常務理事、澳門廠商連合会監事長、澳門出入口商会監事会主席、澳門賀田工業有限公司董事総経理等を歴任する。

- 2019年8月25日
この投票で392票を獲得し、第3代マカオ特別行政区行政長官に当選[2]。中国中央人民政府の李克強国務院総理によって任命される[1]。

- 2024年8月21日、10月13日に実施される予定の行政長官選挙に立候補しない考えを表明した。体調不良が理由だと説明した[3]。